# Palpomyia distincta
Palpomyia distincta är en tvåvingeart som först beskrevs av Alexander Henry Haliday 1833.  Palpomyia distincta ingår i släktet Palpomyia och familjen svidknott. Arten är reproducerande i Sverige. Inga underarter finns listade i Catalogue of Life.